# Skukuza (genus)
Skukuza is een geslacht van wantsen uit de familie van de Miridae (Blindwantsen). Het geslacht werd voor het eerst wetenschappelijk beschreven door Schuh in 1974.

## Soorten
Het genus bevat de volgende soorten:

- Skukuza manakhah Linnavuori & Van Harten, 2005
- Skukuza slateri Schuh, 1974
- Skukuza somalica Linnavuori, 1975
- Skukuza zeugma (Odhiambo, 1959)